# Finances de l'État islamique
Les finances de l'État islamique (EI) ont été observées par les membres de la coalition internationale. Depuis 2012, l'EI produit des rapports annuels donnant des informations chiffrées sur ses opérations, dans le but supposés d'encourager les donateurs potentiels,.
En 2014, la RAND Corporation a analysé les sources de financement de l'EI en étudiant des centaines de documents. Selon ces documents, entre 2005 et 2010, les dons extérieurs ne représentaient que 5 % des budgets du fonctionnement du groupe, le reste étant prélevé en Irak. Au cours de cette période, les groupes de bases de l'EI devaient envoyer jusqu'à 20 % des revenus générés par les enlèvements, le racket et les autres activités. Les commandants supérieurs redistribuaient alors les fonds aux cellules provinciales  qui étaient en difficulté ou qui avaient besoin d'argent pour mener des attaques. Les archives montrent que l'État islamique d'Irak dépendait des membres de Mossoul pour obtenir de l'argent, que les dirigeants utilisaient pour fournir des fonds supplémentaires aux combattants en difficulté à Diyala, Salahuddin ou Bagdad.
En 2014, les services secrets irakiens ont obtenu des informations, via un membre de l'EI, qui a révélé que l'organisation était en possession d'actifs d'une valeur de 2 milliards de dollars américains  ce qui en faisait le groupe djihadiste le plus riche du monde. Environ les trois quarts de cette somme seraient issus de biens saisis après la prise de Mossoul par le groupe en juin 2014. Cette somme comprend jusqu'à 429 millions de dollars américains pillés à la banque centrale de Mossoul et une grande quantité de lingots d'or,,.
Selon une étude réalisée en 2015 par le Groupe d'action financière, les cinq principales sources de revenus de l'EI sont, classées par ordre d'importance: 
- le produit de l'occupation du territoire (y compris le contrôle des banques, des réserves de pétrole et de gaz, la fiscalité (incluant la zakat et la jizya), l'extorsion et le vol d'actifs économiques)
- kidnapping et rançon [9]
- dons par ou via des organisations à but non lucratif
- soutien matériel fourni par des combattants étrangers
- collecte de fonds par le biais de réseaux de communication modernes [10]

Le Rewards for Justice (le programme antiterroriste du Diplomatic Security Service) du département d'État des États-Unis offre 5 millions de dollars américains pour des informations conduisant à une interruption de la vente et / ou du commerce du pétrole et des antiquités par l'État islamique.

## Rente pétrolière

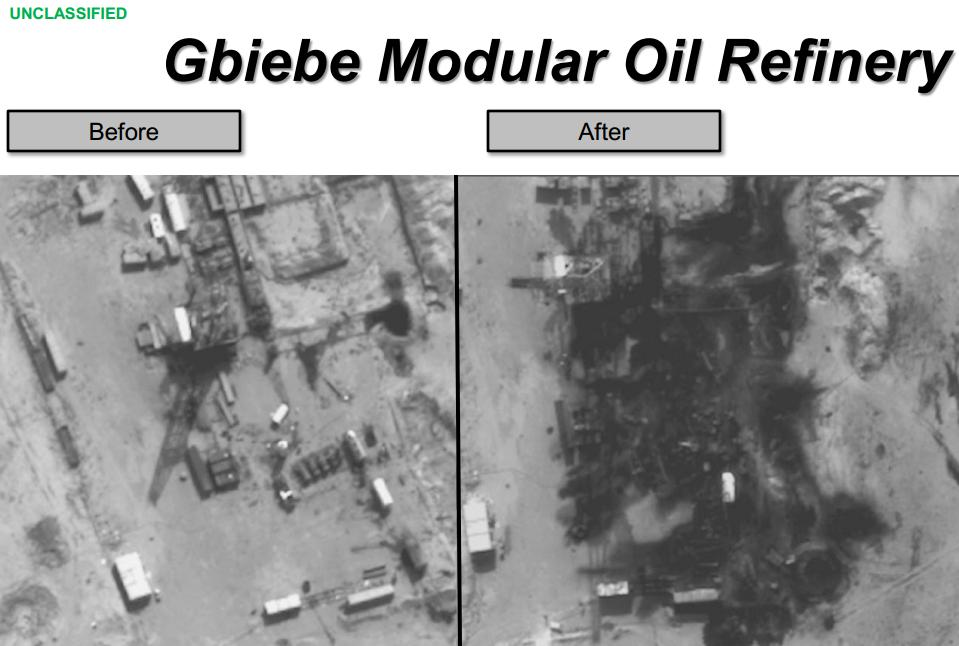
Des images montrent des dommages à la raffinerie de pétrole de Gbiebe en Syrie à la suite de frappes aériennes des forces américaines et de la coalition.

L'exportation de pétrole extrait des territoires conquis a rapporté des dizaines de millions de dollars à l'État islamique,,. Un responsable du Trésor américain a estimé en 2014 que l'EI gagnait 1 million de dollars par jour grâce aux exportations de pétrole, dont une grande partie était vendue illégalement en Turquie. La même année, des analystes basés à Dubaï ont estimé les revenus pétroliers de l'EI à 3 millions de dollars par jour. Une estimation précise des véritables revenus pétroliers de l'État islamique est difficile, car les ventes au marché noir sont difficiles à retracer.
En 2014, l'essentiel des financements du groupe provenait de la production et de la vente d'énergie; il contrôlait environ 300 puits de pétrole rien qu'en Iraq. À son apogée, il exploitait 350 puits de pétrole en Irak, mais en a perdu 45 à la suite de frappes aériennes. Il a conquis jusqu'à 60% de la capacité de production totale de la Syrie (environ un cinquième de sa capacité totale était en service). Malgré le contrôle de grandes quantités de réserves de pétrole et d'installations de production, l'EI manquait de « ressources et de capacités techniques » pour les utiliser efficacement. L'EI a gagné 2,5 millions de dollars par jour en vendant entre 50 000 et 60 000 barils de pétrole par jour. Les ventes à l'étranger reposaient sur un marché noir de longue date via la Turquie. De nombreux passeurs et gardes-frontières turcs corrompus qui ont aidé le régime de Saddam Hussein à échapper aux sanctions ont également aidé l'EI à exporter du pétrole et à importer de l'argent,,.
En 2015, après la bataille de Tikrit, l'EIIL a perdu le contrôle de trois grands champs de pétrole. Les frappes aériennes de la coalition dirigée par les États-Unis et à la suite des attaques terroristes à Paris, ont détruit des centaines de camions que l'État islamique utilisait pour transporter son pétrole,. Une étude du Centre pour le développement et la stratégie a montré que c'était la méthode favorite pour réduire les revenus de l'EI.
Les autres ventes d'énergie comprennent la vente d'électricité produite dans les centrales électriques capturées dans le nord de la Syrie. Une partie de cette électricité a été revendue au gouvernement syrien.

## Trafic d'antiquités et d'artefacts
En 2014, les ventes d'antiquités dites antiquités de sang seraient la deuxième source de financement de l'EI. Plus d'un tiers des sites importants d'Irak ont été sous le contrôle de l'EI. L'EI a pillé le grand palais du roi assyrien Ashurnasirpal II à Kalhu (Nimrud). Des tablettes, des manuscrits et des tablettes cunéiformes ont été vendus pour une valeur de plusieurs centaines de millions de dollars. Des objets volés sont introduits en contrebande en Turquie et en Jordanie.
Abdulamir al-Hamdani, un archéologue de l'Université de Stony Brook, a déclaré que l'EI « pillait ... les racines mêmes de l'humanité, des objets des plus anciennes civilisations du monde ». Il est difficile de mesurer avec précision les revenus issus de la vente de ces objets, car ils sont principalement vendus sur le marché noir, mais le National Geographic estime qu'il peut se chiffrer à des dizaines de millions de dollars. En plus de vendre des artefacts, l'EI a taxé les trafiquants qui étaient chargés de faire passer les objets.
Le Conseil d'orientation de la lutte contre le blanchiment des capitaux et le financement du terrorisme (COLB) a mis en avant  le rôle de ce trafic dans le financement de l’EI. Le pillage et la revente des œuvres étaient à la charge la branche " antiquités " via des experts du marché de l’art faisant le lien entre marché conventionnel et illicite et des ports francs. Quelques jours après les attentats de Paris, le président de la République, François Hollande, déclare « en ce moment même, l’organisation terroriste Daesh délivre des permis de fouille, prélève des taxes sur les biens qui vont ensuite alimenter le marché noir mondial, transitant par des ports francs qui sont des havres pour le recel et le blanchiment, y compris en Europe ».

## Fiscalité et extorsion
L'EI a mis en place un système de fiscalité et de racket,. Au niveau de la fiscalité, les chrétiens et les étrangers sont tenus de payer une taxe appelée jizya . Le taux de la jizya est déterminé par le revenu de la personne. Il sert également de contrat de protection impliquant des restrictions sévères pour les non-musulmans. Cette taxe a un fondement historique dans le Coran et dans le califat originel
L'État islamique a émis plusieurs impôts dans le but de contrôler les actifs volés par ses combattants au combat. Selon le Coran, un cinquième des ghanima, (le butin de guerre) pris par les combattants de l'État islamique, doit être donné à l'organisation. Les combattants de l'État islamique paient également des impôts sur les biens volés comme butin de guerre. En plus de ces butins de guerre, les biens pris sans combat, appelés fay ', sont soumis à une taxe de 20 %. Ces taxes ont le double objectif de générer des revenus pour l'organisation tout en maintenant un contrôle strict sur ses combattants.
Bien que peu encouragées, des activités autres que le jihad sont nécessaires au fonctionnement de l'organisation. Ceux qui exercent ces professions doivent payer la zakat, généralement une taxe de 2,5 % sur le total des actifs d'un individu. L'État islamique a également mis en place une taxe sur les importations et les exportations. Toutes ces taxes imposées par l'État islamique sont d'origine coranique ou historique à l'exception du fay ' .
De plus, l'EI pratique l'extorsion en racketant l'argent des chauffeurs routiers et en menaçant de faire sauter des entreprises. Le pillage des banques et des magasins d'or a été une autre source de revenus. Le gouvernement irakien a financé d'une certaine indirectement l'EI, car il a continué à payer les salaires des milliers de fonctionnaires qui continuent à travailler dans les zones contrôlées par l'EI, qui confisque alors jusqu'à la moitié de leur salaire.

## Trafic de drogues
Selon Victor Ivanov, chef de l'agence russe de lutte contre la drogue, l'État islamique, comme Boko Haram, gagne de l'argent grâce au trafic de l'héroïne afghane, de cannabis, de MDMA et de cocaïne, et la valeur annuelle de cette activité aurait atteint 1 milliard de dollars[réf. souhaitée]. Le politologue Colin P. Clarke de la RAND Corporation souligne, après la bataille de Mossoul, en juillet 2017, que les pertes territoriales de l'EI provoquait une baisse des revenus de l'organisation.

## Agriculture
Les terres situées entre le Tigre et l'Euphrate produisent la moitié des récoltes annuelles de blé en Syrie et un tiers en Irak. L'Organisation des Nations Unies pour l'alimentation et l'agriculture estime que 40 % des terres productrices de blé de l'Irak ont été sous le contrôle de l'EI,. L'EI a confisqué les récoltes de blé et d'orge sous forme de zakat, ainsi que du matériel agricole qui a  ensuite été loué aux agriculteurs. L'organisation maintient un contrôle strict sur la production et la distribution des récoltes, fixant les prix.

## NFT
Selon une enquête du Wall Street Journal, l'Etat Islamique utiliserait des plateformes de NFT pour propager leur idéologie et se financer.

## Rôle des États arabes du golfe Persique
Le Qatar a longtemps été accusé d'être un point de passage des fonds vers l’État islamique d’Iraq et du Levant. Bien qu'il n'y ait pas de preuve que le gouvernement qatari soit impliqué dans le financement de l'EI, le Qatar est critiqué pour ne pas en faire assez pour endiguer les mouvements monétaires. Des donateurs privés au Qatar, favorables aux groupes terroristes tels que le Front al-Nosra ou l'EI, auraient soutenu ces organisations,. Selon le département du Trésor américain, un certain nombre de financiers terroristes opèrent depuis le Qatar. Le citoyen qatari Abd al Rahman al Nuaymi a servi d'interlocuteur entre les donateurs qataris et les dirigeants d'al-Qaïda en Irak (AQI). Nuaymi aurait supervisé le transfert de 2 millions de dollars américains par mois à AQI. Nuaymi est également l'un des nombreux financiers d'Al-Qaïda basés au Qatar et sanctionnés par le Trésor américain ces dernières années. Selon certains rapports, les responsables américains estiment que la plus grande partie des dons privés soutenant l'État islamique et les groupes liés à Al-Qaïda provient du Qatar plutôt que d'Arabie saoudite.
En août 2014, le ministre allemand Gerd Müller a accusé le Qatar d'avoir des liens avec l'EI, déclarant: « Vous devez demander qui arme, qui finance les troupes de l'Etat islamique. Le mot-clé est le Qatar ». Le ministre qatari des Affaires étrangères, Khalid bin Mohammad Al Attiyah, a déclaré que« Le Qatar ne soutient en aucune façon les groupes extrémistes, y compris [l'EIIL]. Nous sommes rebutés par leurs opinions, leurs méthodes violentes et leurs ambitions »,.
Le Daily Beast a accusé en juin 2014 de riches donateurs en Arabie saoudite et au Qatar d'avoir financé l'EI,. L'Iran et le Premier ministre irakien Nouri al-Maliki ont accusé les gouvernements d'Arabie saoudite et du Qatar de financer le groupe,. Avant la conférence internationale qui s'est tenue à Paris le 15 septembre 2014, le ministre français des Affaires étrangères a reconnu qu'un certain nombre de pays présent à la conférence avaient « très probablement » financé l'EI.
Il n'y a aucune preuve que l'EI ait bénéficié du soutien direct du gouvernement saoudien,,. L'Arabie saoudite considère l'EI comme un ennemi ayant mené des attaques sur son sol. Les Saoudiens ont travaillé ouvertement avec les États-Unis pour armer d'autres groupes rebelles opposés à l'EI,. L'Arabie saoudite a également développé ses propres efforts de contre-propagande en réponse au recrutement de l'EI.
Des organisations caritatives ont été utilisés afin de transférer des fonds à l'EI en masquant les fonds destinés aux opérations de l'EI en dons à des « œuvres caritatives humanitaires ». L'Arabie saoudite a donc imposé une interdiction des dons non autorisés à destination de la Syrie afin de mettre un terme à ce financement.
Julian Assange a affirmé dans une interview que la Fondation Clinton d'Hillary Clinton et l'EI recevaient un financement depuis mêmes sources au Moyen-Orient, à savoir le gouvernement d'Arabie saoudite et du Qatar.